# Sasuke Inari-jinja
Sasuke Inari-jinja (佐助稲荷神社) är en shintohelgedom i Sasuke, Kamakura, Kanagawa prefektur.
Det är osäkert när helgedomen grundades. Det sägs att Minamoto no Yoritomo, som efter Heijiupproret hade utvisats till Izu-provinsen, mötte guden Inari i form av en gammal man i en dröm där denne berättade för honom att tiden var kommen att stötta Taira-klanen och uppmanade Yoritomo att samla en här. Den gamla mannen påstod sig komma från en hemlig by (Sasuke), och efter att Taira-klanen hade besegrats beordrade Yoritomo samurajen Hatakeyama Shigetada att uppföra en helgedom på platsen. Namnet Sasuke kan komma av ordet tasuke (rädda), då det påstås att Yoritomo gömde sig undan förföljande Taira-trupper här och blev räddad av den lokala skyddguden Ugajin som visade sig för honom, eller av att tre av Yoritomos generaler, vilka alla hade ordet "suke" i sina titlar ägde gårdar här, därav sa (tre) suke. Helgedomen nämns inte i Azuma Kagami (en krönika från 1200-talet).
Den 11 december 1359 beordrade Ashikaga Motouji att böner skulle bes för besegran av upprorsmän i "Sasuke Inari-sha". I Februari 1418 bekräftade ministern Uesugi Norizane att helgedomens land tillhörde Tsurugaoka Hachimangū och skulle skötas av dess munkar.
Sedan länge var detta tillflyktsort för Tsurugaoka Hachimangūs mikoshi i nödtider och utgjorde en friliggande del av helgedomen, men år 1909 blev den självständig.
Platsen förekommer i filmen "Kakekomi" från 2015, "Umimachi Diary", samt anime-serien "The Vision of Escaflowne" från 1996.
Helgedomen besöks ofta för att be om framgång i livet, och är populär bland studenter, arbetssökande och entreprenörer. Den är även ett vanligt mål för skolresor, och har en tät rad med röda torii placerad längs dess sandō.

## Galleri

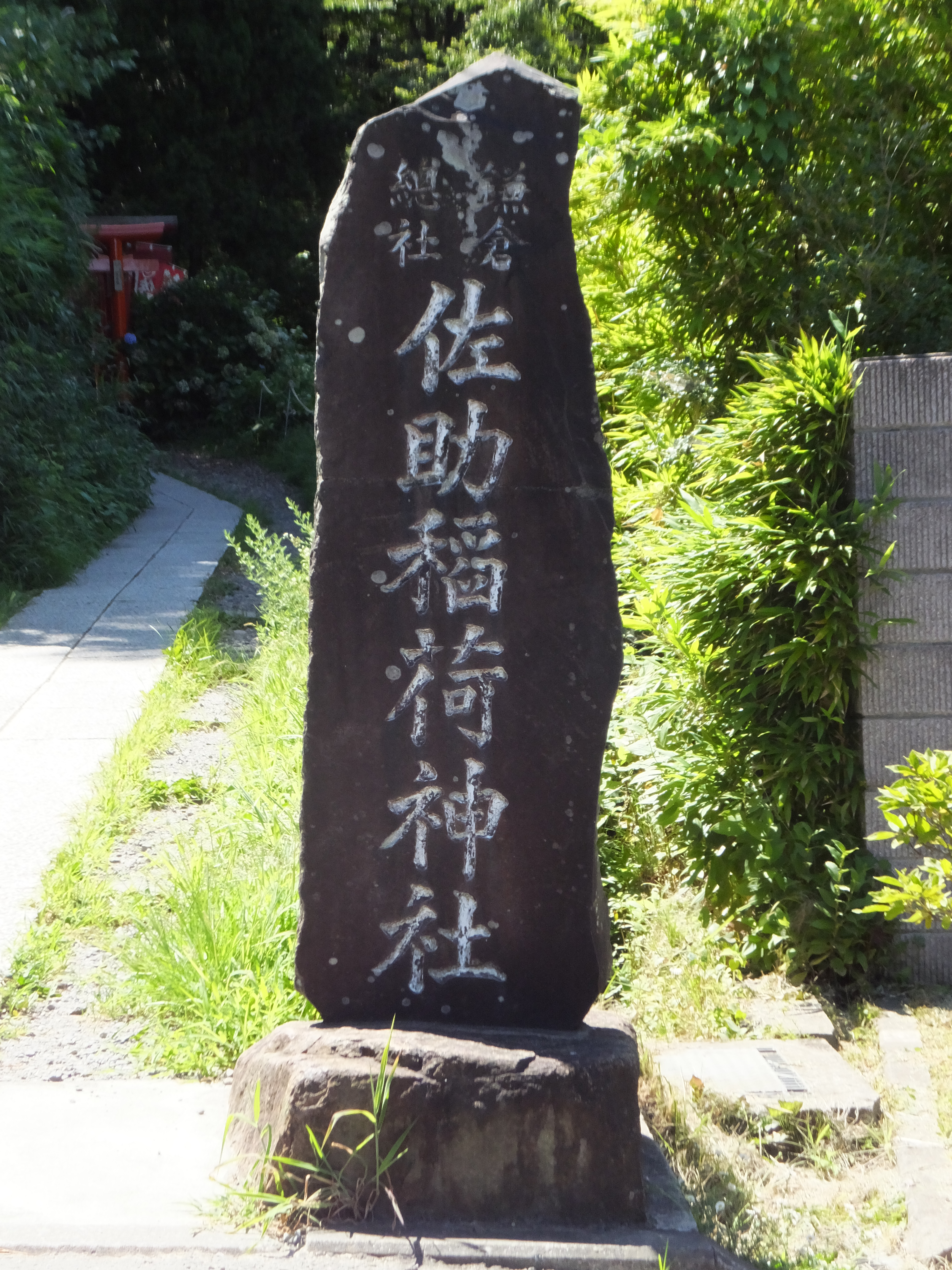
Namnsten
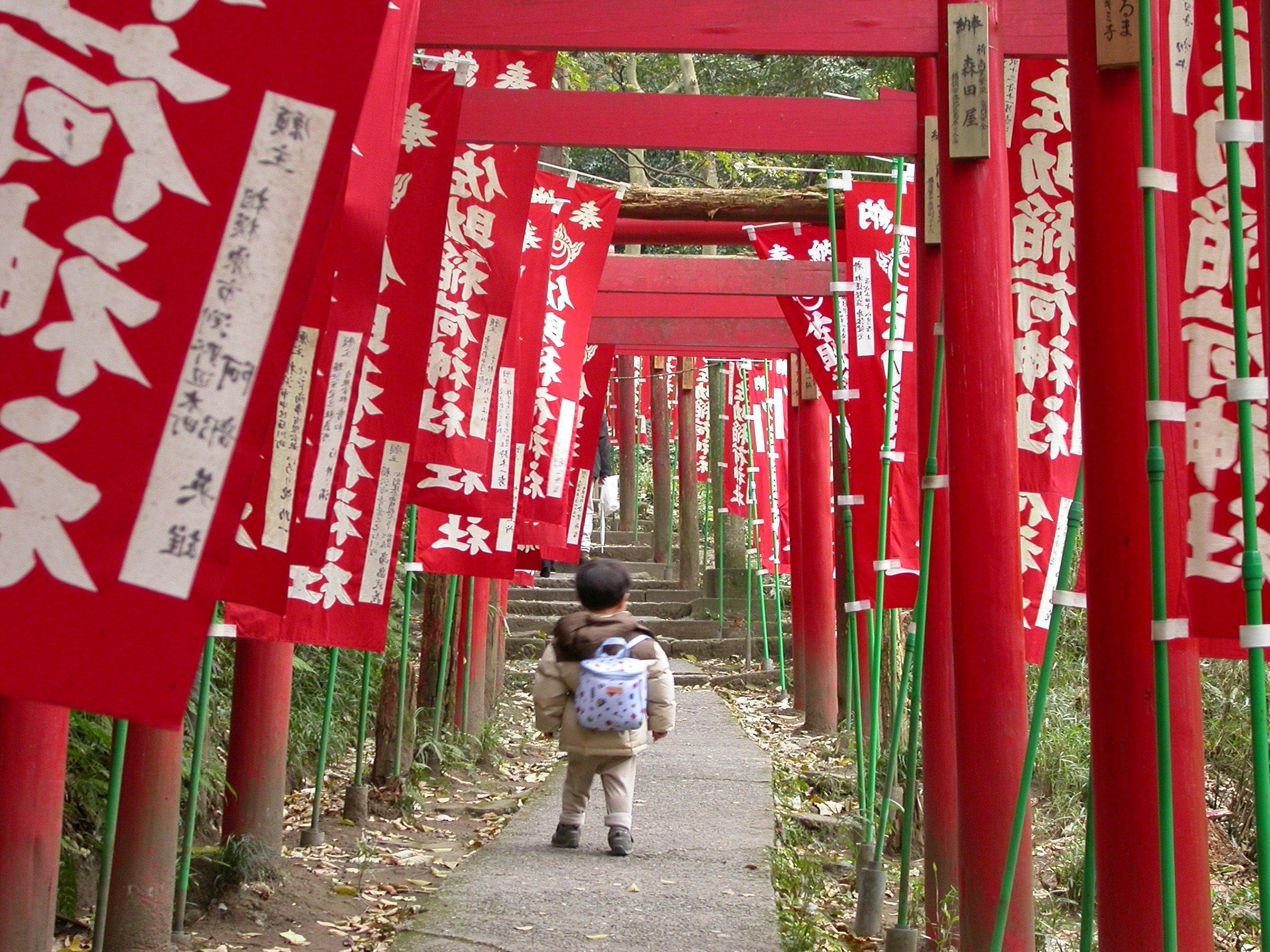
Sandō
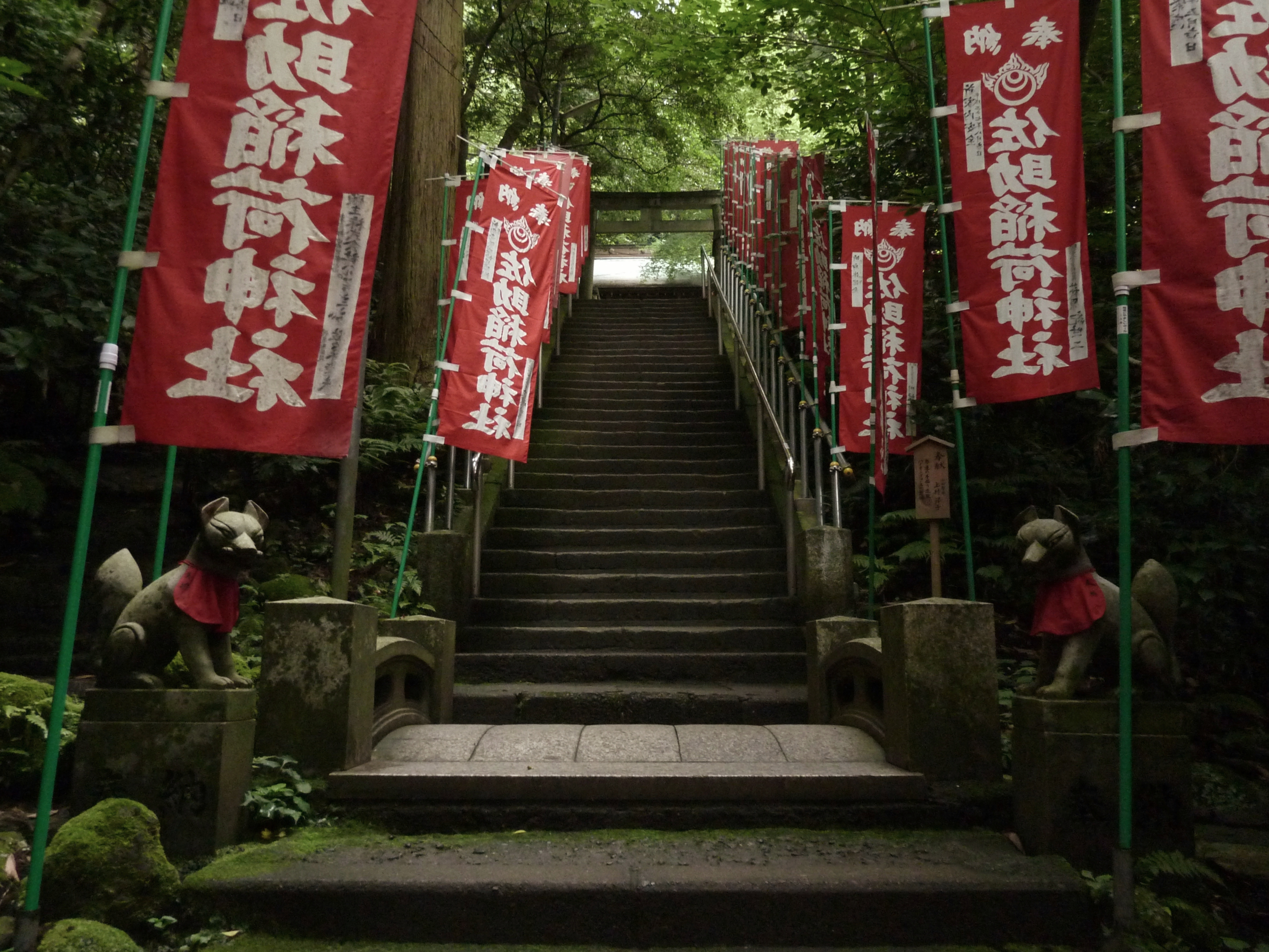
Sandō
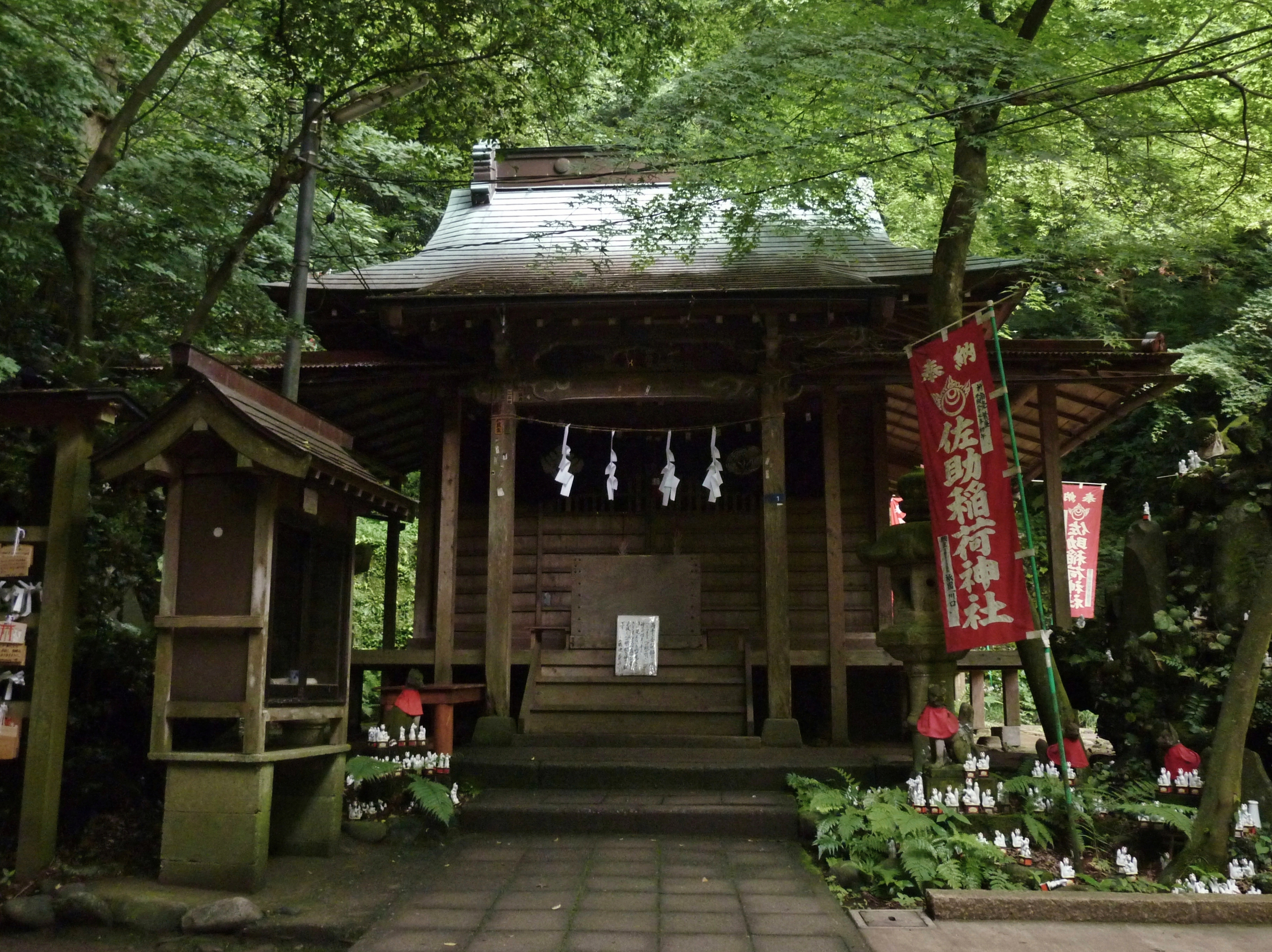
Haiden
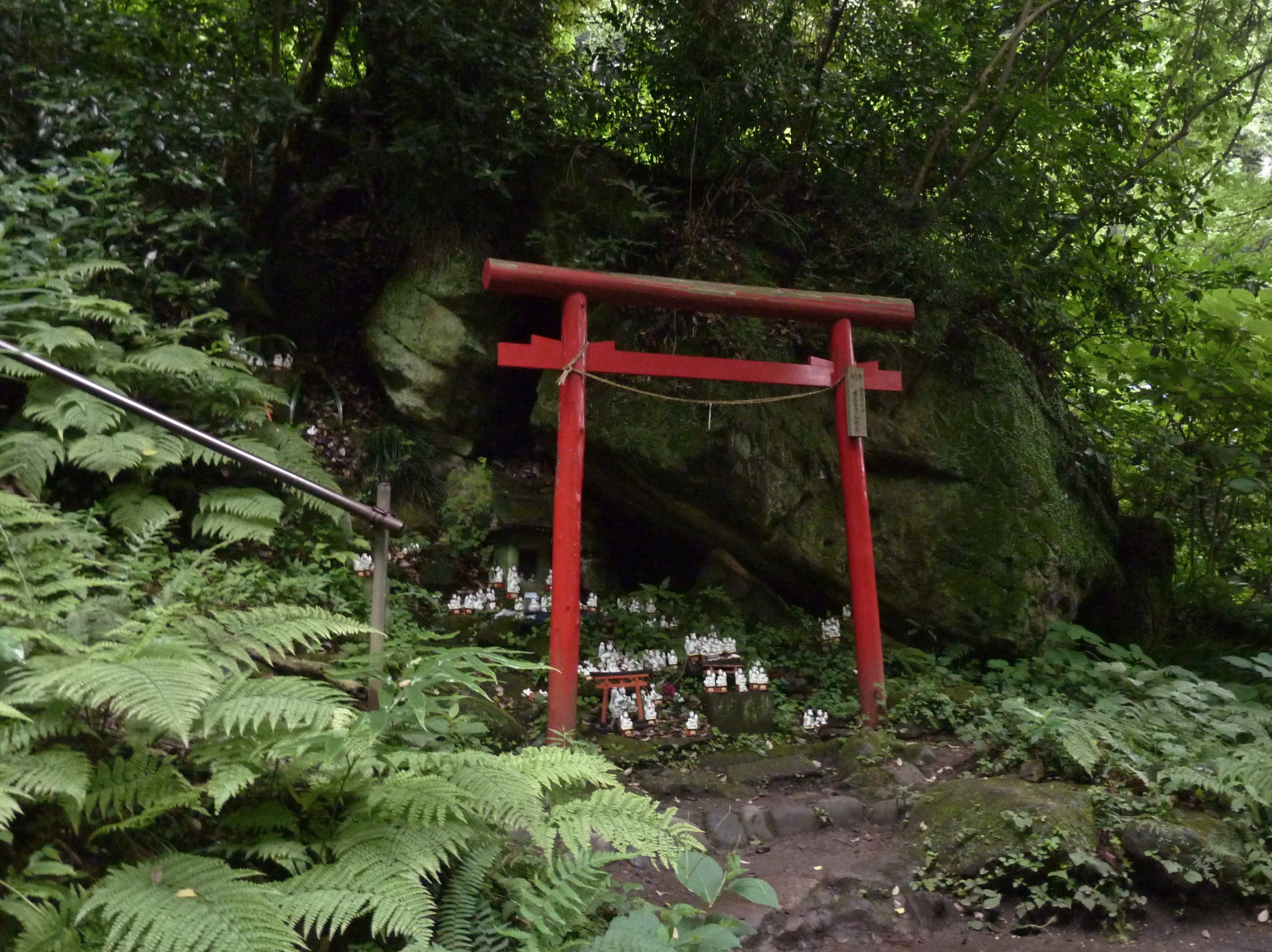
Hög
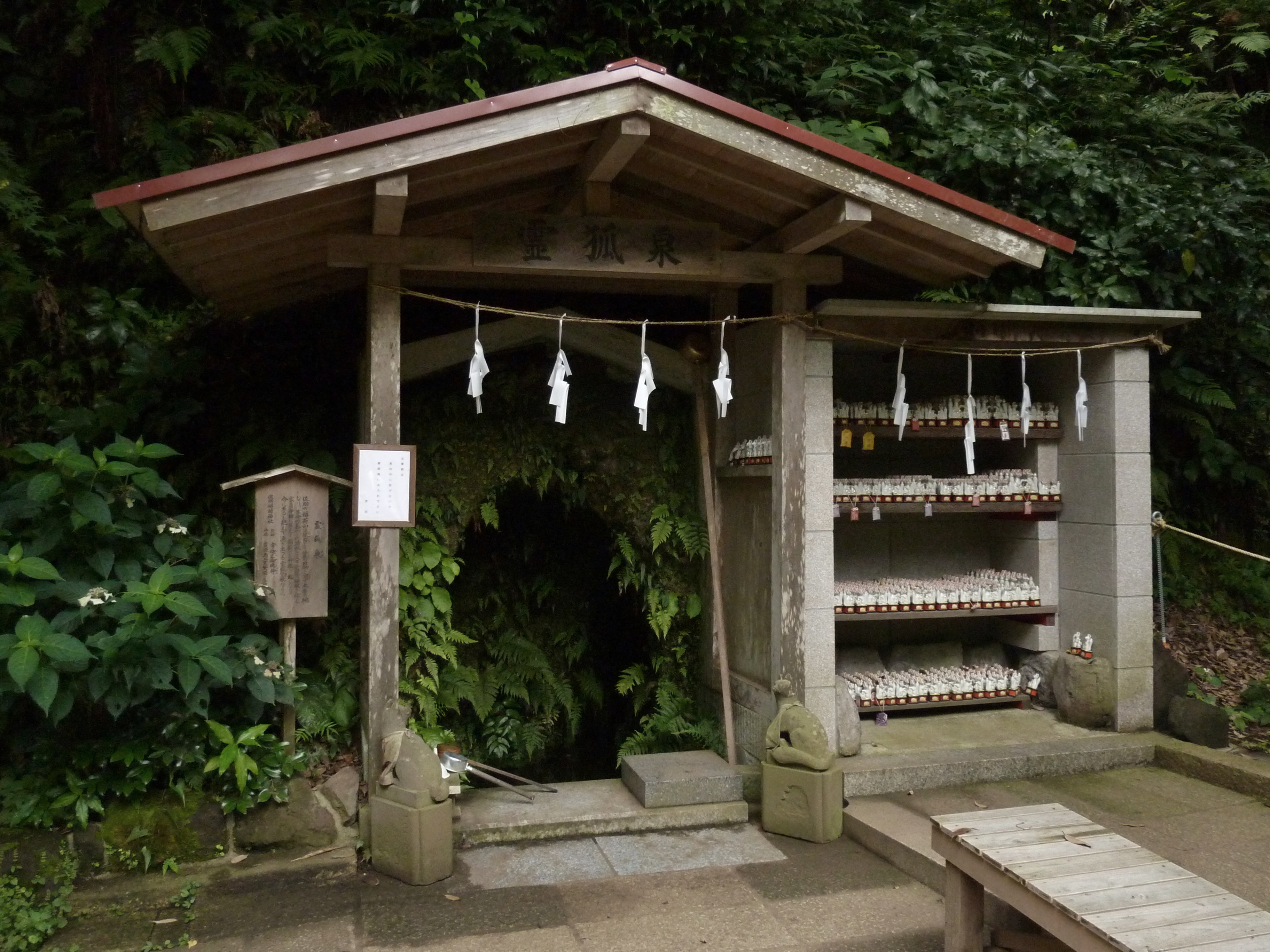
Reikosen